# 徐表
徐表（1496年—1561年），字正夫，號龍泉，福建漳州府漳浦縣绥安镇炉尾村象墩社人，明朝政治人物。

## 生平
嘉靖十年（1531年）辛卯科福建鄉試第三十六名舉人，嘉靖十一年（1532年）壬辰科第三甲第一百九十一名進士。授江西上饶知县，陞刑部主事、郎中，有边将失机，理当坐法，边将賄賂权贵求解，徐表固执不从，谪为湖广布政司理問。

## 墓葬
徐表墓至今尚存，位于绥安镇后港村徐坑社西侧山坡上，人称“徐郎中墓”。墓葬坐西南，朝东北，占地約100平方米。墓前原有石龙、石马、石羊、石柱各二座，现已无存。

## 家族
曾祖徐悌，祖徐尚輝，父徐海，母林氏。